# Hyper→Highspeed→Genius
Hyper→Highspeed→Genius(하이퍼→하이-스피도→지니어스)는 윈드밀의 2011년 작 어덜트 게임이다.

## 줄거리

### 지명 및 설정
- 천재 : 일반인보다 높은 재능이나 특수한 능력을 가져 무언가에 공헌 할 수 있는 사람을 가리키는 말.
- 사립 사츠키 학원 : 일본 안에서의 천재를 모은 학원.
- 사립 줄라이 학원 :
- 국립 미나즈키 학원 :
- 노아 :
- 사립 하즈키 학원 :

## 등장인물
- 아케치 큐시로
- 아케치 히카리
- 하즈키 스이나
- 코우묘우지 유메코
- 슌쥬우 우타코
- 윈저 아이리스 (아이리스=윈저)
- 유키미 카에데
- 란카스타 파트리시아
- 토우죠우인 쿄우카

## 제작진
- 음악 : Element Garden